# Рид Холл, Алайна
Алайна Рид Холл (англ. Alaina Reed Hall; 10 ноября 1946 — 17 декабря 2009) — американская актриса, известная благодаря ролям на телевидении.

## Биография
Бернис Рут Рид родилась в Спрингфилде, штат Огайо, и начала свою карьеру в Филадельфии, после чего перебралась в Нью-Йорк, ради ролей в офф-бродвейских постановках. В 1970-х она также появилась на бродвейской сцене в мюзиклах «Чикаго» и «Волосы».
Живя в Нью-Йорке, с 1976 по 1988 год Рид Холл выступала в детском телешоу «Улица Сезам», играя роль Оливии. В 1985 году она начала сниматься в ситкоме NBC «227». Так как шоу снималось в Лос-Анджелесе, ей пришлось покинуть «Улица Сезам». «227» завершился в 1990 году и с тех пор она появлялась с гостевыми ролями в сериалах «Другой мир», «Друзья», «Полиция Нью-Йорка», «Элли Макбил», «Теперь в любой день» и «Скорая помощь».
Рид Холл трижды была замужем. Её вторым мужем был актёр Кевин Питер Холл. Она овдовела в 1991 году, когда Холл умер от пневмонии, вызванной СПИДом,которым заразился при переливании крови. С 2008 года до самой смерти она была замужем за телевизионным режиссёром Тамимом Амини. Она умерла 17 декабря 2009 года, от рака молочной железы в Санта-Монике, штат Калифорния, в возрасте 63 лет.